# Total War: Warhammer
Total War: Warhammer è un videogioco strategico con elementi gestionali a turni e battaglie in tempo reale. È il primo titolo della saga Total War ambientato nel mondo del wargame fantasy Warhammer. Sviluppato da Creative Assembly e distribuito da SEGA, è stato pubblicato il 24 maggio 2016.

## Caratteristiche
Come nei precedenti capitoli della serie, il gioco alterna una campagna strategica a turni, nella quale il giocatore gestisce l'economia e lo sviluppo dei suoi territori e muove gli eserciti sulla mappa del mondo, a combattimenti tattici in tempo reale. La campagna principale si svolge nel Vecchio Mondo, dove un Impero diviso deve far fronte ad antichi nemici, ma soprattutto proteggersi dall'invasione delle orde del Caos. Le fazioni utilizzabili nella versione base del gioco sono solo quattro, ma ognuna possiede unità uniche e caratteristiche specifiche che ne diversificano notevolmente tattiche di gioco e obiettivi della campagna. Oltre a questa forte caratterizzazione delle fazioni, le novità principali riguardano i generali e gli agenti, la presenza della magia e l'introduzione di unità mostruose e volanti. I Lord che guidano gli eserciti in battaglia non hanno più una scorta di soldati, ma sono unità singole particolarmente forti con capacità ed equipaggiamenti speciali; in particolare i Lord leggendari che guidano le fazioni, che hanno missioni personali per ottenere potenti oggetti. Anche gli Eroi possono affiancare le truppe in battaglia, ma anche svolgere le classiche funzioni degli agenti come assassinare agenti nemici o modificare l'ordine pubblico nelle regioni. Alcuni Lord ed Eroi possono inoltre lanciare magie che danneggiano intere unità nemiche o potenziano le capacità delle proprie truppe. 

## Mappa
La mappa rappresenta il Vecchio Mondo e si estende dalle rigide terre nevose della Norsca alle aride Maleterre abitate dai Pelleverde. Il mondo di gioco si divide in province, ognuna con una capitale e alcuni insediamenti minori. Controllando tutte le città di una provincia si possono emanare editti che possono migliorare la tassazione, il reclutamento o i tempi e i costi delle costruzioni.

## Fazioni giocabili
Le fazioni disponibili nel gioco sono:
- Impero: è la fazione più versatile del gioco, quasi priva di creature mostruose, ma con un'ampia varietà di armi da tiro, artiglieria e maghi. Deve usare anche la diplomazia per riunire i suoi territori prima dell'arrivo del Caos. L'Impero può conquistare solo gli insediamenti umani e dei vampiri. È guidato dall'imperatore Karl Franz, da Balthasar Gelt o da Volkmar il Tetro (DLC).
- Nani: non usano la magia ma solo la tecnologia, con potenti unità d'artiglieria. Sono privi di cavalleria e schierano una fanteria lenta, ma resistente. Sul loro Libro dei Rancori sono riportati tutti i torti subiti e devono svolgere le missioni richieste per vendicarsi. I Nani possono conquistare solo le roccaforti degli orchi e delle altre fazioni naniche. Sono guidati da Thorgrim Portarancori, da Ungrim Pugnodiferro o da Grombrindal il Nano Bianco (DLC).
- Conti vampiro: usano la corruzione vampirica per creare disordini nelle province vicine e per rafforzare le proprie. Non usano armi a distanza, ma possono schierare grandi unità di non morti e vari mostri. Inoltre fanno uso di potenti magie necromantiche e possono creare in fretta eserciti dai morti, in particolare nelle regioni luogo di grandi battaglie. I Conti vampiro possono conquistare le città dei non morti e degli umani. Sono guidati da Mannfred Von Carstein, da Heinrich Kemmler o da Helman Ghorst (DLC).
- Pelleverde: schierano vaste armate di goblin e orchi, supportate da unità mostruose come troll, giganti e ragni. I Pelleverde si rinforzano notevolmente combattendo: i loro eserciti riempiono una speciale barra WAAAGH! ad ogni vittoria; quando il WAAAGH! raggiunge il culmine, una seconda armata gestita dall'intelligenza artificiale affianca la propria armata. I Pelleverde possono conquistare solo le fortezze dei nani e delle altre tribù di orchi e goblin. Sono guidati da Grimgor Pellediferro o da Azhag il Mazzakratore.
- Il Caos: fazione giocabile tramite DLC. I guerrieri del Caos giungono dalle desolazioni del nord con lo scopo di portare distruzione nelle terre dell'Impero. Possono schierare le unità più forti del gioco con fanteria e cavalleria pesante supportate da vari mostri. Il Caos diffonde corruzione che, se non controllata, può creare disordini nelle province. Non esistono insediamenti del Caos: ogni esercito è un'Orda che può costruire e reclutare truppe. Il Caos quindi si limita a saccheggiare e radere al suolo le città, ma non può conquistare. Sono guidati da Archaon il Prescelto Eterno, da Sigvald il Magnifico o dal drago-ogre Kholek Mangiasole.
- Gli Uominibestia: nuova razza disponibile tramite DLC. Sono mostruosi uomini corrotti dal Caos, che si muovono in Orde e diffondono corruzione. Inoltre, in modo simile ai Pelleverde, possono potenziarsi combattendo chiamando a raccolta branchi bercianti alleati gestiti dall'IA. Sono guidati da Khazrak il Monocolo o da Malagor l'Oscuro Presagio.
- Clan Angrund: fazione nanica giocabile tramite DLC. L'obiettivo è riprendere la fortezza di Karak Otto Picchi e finché non la prenderanno, i costi delle unità saranno più alti. Il Lord Leggendario che la guida è Belegar Magliodiferro.
- Luna Gobba: fazione pelleverde giocabile tramite DLC. Anche i Luna Gobba devono conquistare Karak Otto Picchi e non potranno reclutare orchi, ma solo goblin, finché non la riprenderanno. Sono guidati dal Gran capoguerra goblin Skarsnik, accompagnato da uno Squig chiamato Maztika.
- Mano Insanguinata: fazione di Pelleverde giocabile tramite DLC gratuito. Guidata da Wurrzag il Grande Profeta Verde, questa fazione dà grande spazio alle unità di Orchi Selvaggi, guerrieri più primitivi dei soliti Orchi.
- Elfi Silvani: nuova razza disponibile tramite DLC. Vivono nella grande Foresta di Athel Loren e sono abili arcieri, ma possono reclutare anche potenti uomini-albero. Sono guidati da Orion, il Re dei boschi, o dall'uomo-albero Durthu (fazione di Argwylon).
- Bretonnia: fazione giocabile tramite DLC gratuito. Regno feudale devoto ai più alti ideali cavallereschi che può schierare varie unità di cavalieri (anche con pegasi e ippogrifi). A guidare le fazioni bretoniane sono re Louen Cuordileone (Bretonnia), il duca Alberico (Bordeleaux) e la Fata Incantatrice (Carcassonne).
- Von Carstein: nuova fazione di Vampiri giocabile gratuitamente tramite DLC. Sono in conflitto con Mannfred e sono guidati da Vlad Von Carstein e sua moglie Isabella.
- Norsca: nuova fazione disponibile tramite DLC. Uomini del nord devoti a divinità oscure, i loro eserciti sono composti da guerrieri berserker e da vari mostri come troll, lupi e mammuth. Sono guidati da Wulfrik l'Errante (Norsca) o da Throgg, re dei troll (Zannadinverno).

## Contenuti aggiuntivi
I contenuti aggiuntivi (DLC) pubblicati per Total War: Warhammer sono i seguenti (in ordine cronologico):
- Total War: Warhammer - Guerrieri del Caos: disponibile dal 24 maggio 2016 e gratuito con il pre-ordine del gioco. Aggiunge il Caos alle fazioni giocabili.
- Total War: Warhammer - Sangue per il dio del sangue: pubblicato il 30 giugno 2016. Piccolo DLC che introduce effetti grafici di sangue, smembramenti ed esplosioni alle battaglie.
- Total War: Warhammer - Il richiamo degli Uominibestia: pubblicato il 28 luglio 2016. Introduce la razza giocabile degli Uominibestia nella campagna principale e la campagna storia Occhio per occhio dedicata alla nuova razza.
- Total War: Warhammer - Il Tetro e la Tomba: pubblicato il 1º settembre 2016. Introduce i Lord leggendari Volkmar il Tetro (Impero) e Helman Ghorst (Conti vampiro) e alcune nuove unità per le rispettive fazioni.
- Total War: Warhammer - Il Re e il Gran Capoguerra: pubblicato il 20 ottobre 2016. Introduce i Lord leggendari Belegar Magliodiferro e Skarsnik, rendendo giocabili le fazioni Clan Angrund e Luna Gobba e aggiungendo alcune nuove unità. In contemporanea vengono pubblicati i DLC gratuiti che rendono disponibili i Lord leggendari Wurrzag e Glombrindal.
- Total War: Warhammer - Il regno degli Elfi Silvani: pubblicato l'8 dicembre 2016. Introduce la razza giocabile degli Elfi Silvani nella campagna principale (con due fazioni) e la campagna storia La stagione della rivelazione dedicata alla nuova razza. In contemporanea escono i DLC gratuiti che rendono disponibili il mago di Giada e il mago Grigio per la fazione imperiale.
- Total War: Warhammer - Bretonnia: DLC gratuito pubblicato il 28 febbraio 2017. Aggiunge Bretonnia, Bordeleaux e Carcassonne alle fazioni giocabili, introducendo nuove unità per i bretoniani. In contemporanea viene introdotta la fazione Von Carstein e pubblicato il DLC gratuito che rende disponibile Isabella Von Carstein come Lord leggendario per la nuova fazione.
- Total War: Warhammer - Norsca: pubblicato il 10 agosto 2017 e gratuito con il pre-ordine di Total War: Warhammer II. Introduce la razza della Norsca (con due fazioni) nella campagna principale.

## Accoglienza
Il gioco è accolto positivamente dalla critica specializzata. Sul sito Metacritic ottiene un punteggio di 86, basato su 77 recensioni. Everyeye.it assegna al gioco un voto di 9, così come Multiplayer.it che loda l'innovazione del titolo che riesce a "svecchiare" la saga di Creative Assembly, su IGN Italia il giudizio è ottimo con un voto di 9,5, mentre il sito Spaziogames assegna al titolo un voto di 8,5 osservando come il gioco sia un prodotto curato e di primissima qualità, ma potrebbe scontentare i fan della serie Total War o del wargame da tavolo.